# Dejan Jovanovski
Pour les articles homonymes, voir Jovanovski.
Dejan Jovanovski (en macédonien : Дејан Јовановски), né le 26 mars 1973 à Skopje, est un ancien joueur de basket-ball professionnel macédonien. Il mesure 1,98 m.

## Carrière

### En club
- 1993 - 1997 :  Rabotnicki Skopje (1er division)
- 1997 - 1999 :  Gostivar Nikol Fert (1er division)
- 1999 - 2000 :  Oyar (1er division)
- 2000 - 2001 :  Lugano Tigers (Ligue Nationale A)
- 2001 - 2002 :  Gostivar Nikol Fert (1er division)
- 2002 - 2003 :  Peristeri BC (ESAKE)
- 2003 - 2004 :  Chorale Roanne (Pro A)
- 2004 - 2005 :  Élan sportif chalonnais (Pro A)
- 2005 - 2006 :  Rabotnicki Skopje (1er division), consultant

### En équipe nationale
- Ancien international Macédonien.
  - Participation au Championnat d'Europe en Championnat d'Europe de basket-ball 1999

## Palmarès
- Champion de Macédoine
  - Vainqueur : 1994, 1995, 1996, 1997, 2006
- Coupe de Macédoine
  - Vainqueur : 1994, 2002, 2006
- Champion de Suisse
  - Vainqueur : 2001

## Sources
- Maxi-Basket
- Le journal de Saône-et-Loire